# Rally-VM 1984
Rally-VM 1984 vanns av Stig Blomqvist för Audi, svenskens enda VM-titel.

## Statistik

### Delsegrare
| Rally               | Vinnare         | Märke   |
| ------------------- | --------------- | ------- |
| Monte Carlo-rallyt  | Walter Röhrl    | Audi    |
| Svenska rallyt      | Stig Blomqvist  | Audi    |
| Portugisiska rallyt | Hannu Mikkola   | Audi    |
| Safarirallyt        | Björn Waldegård | Toyota  |
| Korsikanska rallyt  | Markku Alén     | Lancia  |
| Akropolisrallyt     | Stig Blomqvist  | Audi    |
| Nyzeeländska rallyt | Stig Blomqvist  | Audi    |
| Argentinska rallyt  | Stig Blomqvist  | Audi    |
| Finska rallyt       | Ari Vatanen     | Peugeot |
| Sanremorallyt       | Ari Vatanen     | Peugeot |
| Elfenbenskustrallyt | Stig Blomqvist  | Audi    |
| Brittiska rallyt    | Ari Vatanen     | Peugeot |

### Slutställning
| Plats | Förare          | Märke   | Poäng |
| ----- | --------------- | ------- | ----- |
| 1     | Stig Blomqvist  | Audi    | 125   |
| 2     | Hannu Mikkola   | Audi    | 104   |
| 3     | Markku Alén     | Lancia  | 90    |
| 4     | Ari Vatanen     | Peugeot | 60    |
| 5     | Attilio Bettega | Lancia  | 49    |
| 6     | Miki Biasion    | Lancia  | 43    |